# I Want to Break Free
Az I Want to Break Free a hatodik dal a brit Queen rockegyüttes 1984-es The Works albumáról. A szerzője John Deacon basszusgitáros volt. Kislemezen is megjelent 1984. április 22-én, Angliában a harmadik, Amerikában a negyvenötödik helyet érte el a slágerlistán.
Egyike az együttes legnépszerűbbé vált dalainak, a dalszövege sokak számára a szabadság iránti vágy kifejezését jelenti. A maga idejében meglehetősen botrányos fogadtatásra talált, nagyrészt a hozzá készült videóklip miatt, amelyben az együttes mind a négy tagja nőnek öltözve paródiázott. A klip nagy felháborodást váltott ki Amerika úgynevezett bibliaövezetében, és az MTV sem játszotta le 1991-ig.

## Háttér
A dalt Deacon a szokása szerint teljesen egyedül, a többieknek a legkevesebb teret engedve írta meg. Kisebb feszültséget okozott az együttesen belül az, hogy egy hagyományos gitárszóló helyett Deacon szintetizátorszólót akart a dalba, és annak eljátszására Fred Mandelt kérte fel. Mandel több dalban is közreműködött a The Works albumon, és a konfliktus elkerülése végett azalatt készítette el a felvételt, amíg az együttes ebédelni volt. Később Mack elmagyarázta, hogy eredetileg csak hiánypótlásnak akarta a szólót, hogy a teljesség érzését keltse a dal, könnyebben lehessen dolgozni vele, és maga is úgy gondolta, hogy majd később lecserélik gitárszólóra, de valahogy mégis úgy maradt.

## Megjelenés és fogadtatás
A dal kislemezen is megjelent 1984. április 22-én, 7 és 12 hüvelykes bakeliten. Szokatlan módon a kislemez változat egy perccel hosszabb volt az albumon találhatónál, mert több szintetizátorszólót hozzátoldtak. Különleges reklámfogásként összesen hat különböző borítóváltozattal jelent meg: a héthüvelykes négy változata egy-egy tag arcképét ábrázolta, a tizenkét hüvelykes kislemez pedig az egész együttest, két változatban. A kislemez jó kereskedelmi fogadtatásra talált, Angliában a harmadik helyet érte el a slágerlistán, és egy hónap alatt 200 ezer példányban kelt el; ezen felül bekerült a legjobb öt közé Németországban, Írországban és Hollandiában is.
A maga idejében nem volt jó kritikai fogadtatása, a Record Mirror kritikusa például nagy felfújt zagyvaság”-nak nevezte. Visszatekintve a kritikusok nagy része pozitívan szemléli, Ed Rivadavia az AllMusic oldalán fantasztikus popdalnak nevezte, Jim Farber, az Entertainment Weekly kritikusa pedig csak azért tartotta említésre méltónak a The Works albumot, mert „rajta van a vadul camp I Want to Break Free”.

## Zene és szöveg
4/4-es ütemű, E dúrban íródott, és közepes, percenként 108-as a ritmusa. A dalban a ritmusszekció kerül előtérbe, jellegzetes basszusvonal és akusztikus ritmusgitár viszi a dallamot, amelyet később szintetizátoros aláfestés egészít ki. A dal összességében is nagyrészt szintetizátorra épül, gitárszóló helyett a közepén gitárt utánozó szintetizátorszóló hallható.
A szövege egyszerűen értelmezhető, az elbeszélő azon vágyát meséli el, hogy kiszakadjon a zavart életéből, és a párja hazugságaitól megszabaduljon – végül azonban beletörődik, hogy nem tud a szerelme nélkül élni. Sokan egyfajta meleg himnuszként értelmezték, egy 1984-es interjúban egy dél-afrikai riporter meg is kérdezte erről Mercuryt, aki tagadta ezt, és elmondta, hogy a dalt Deacon írta.

## Videóklip

Az együttes az „I Want to Break Free” botrányos videóklipjében, jobbról balra: Roger Taylor, John Deacon és Freddie Mercury (mögötte Brian May)

A dalhoz emlékezetes, nagy költségvetésű, és botrányt kavaró videóklip készült David Mallet rendezésében. Roger Taylor dobostól jött az ötlet, hogy a klipben öltözzenek mindannyian női ruhába, a Coronation Street című, Angliában évtizedek óta népszerű szappanopera női tagjait parodizálva. A klip népszerű volt Angliában, hiszen az ottani közönség már megszokta, hogy a televízióban nőnek öltözött férfiak komédiáznak. Ezzel szemben Amerikában nagy felháborodást váltott ki, főleg az ország mélyen vallásos középső részében, ahol nem tudták elfogadni, hogy egy hard rock zenekar tagjai nőnek öltöznek. A botrány hatására a kislemez eladásai drasztikusan lecsökkentek, az MTV pedig Mercury 1991-es haláláig nem is játszotta a klipet.
A videónak volt egy második, kevesebb figyelmet kapó része is, ahol Mercury a Királyi Ballett társaság tagjaival közösen egy táncot adtak elő. Több helyről vettek ötleteket, például az Egy faun délutánjából, de Sir Kenneth Macmillan nemtetszését fejezte ki, amiért a jelenet nagyon hasonlít az ő rendezésében készült Tavaszi áldozat című balettra. A jogi problémák elkerülése végett a Queen Productions „egy meg nem nevezett összeggel támogatta Sir Kenneth egyik dédelgetett kedvencét, a Koreográfia Intézetet”.

## Élőben
1984 és 1986 között a koncertek állandó darabja volt. Mint általában minden dalukat, ezt is keményebben játszották élőben, szükségszerűen a szintetizátor aláfestést és szólót elektromos gitár váltotta fel, amelyet May torzított a hasonlóság kedvéért. A Queen+Paul Rodgers turnékon is rendszeresen játszották, Paul Rodgers énekével. Az 1992-es Freddie Mercury emlékkoncerten emlékezetes módon Lisa Stansfield háziasszonynak öltözve, egy porszívót tolva adta elő. Felkerült az 1986-os Live Magic és 1992-es Live at Wembley ’86 koncertalbumokra, valamint a Queen: Live at Wembley Stadium DVD-re.
Gyakori volt, hogy a kliphez hasonlóan Mercury parókát és műmelleket vett fel a dal előadása közben. Emiatt az 1985-ös dél-amerikai Rock in Rio koncerten kisebb félreértés történt, az ottani embereknek ugyanis mélyebb üzenetet jelentett a dal, az elnyomás elleni harc jelképe volt, és a közönség úgy érezte, hogy Mercury a paródiával kigúnyolja ezt az eszmét. A People magazin cinikusan írta, hogy az eset majdnem tömegtüntetésbe fordult, és a közönség köveket dobált a színpadra. Valójában ennél sokkal visszafogottabb volt a reakció, bár a közönség valóban zúgolódott.

## Közreműködők
- Ének: Freddie Mercury
- Háttérvokál: Freddie Mercury

Hangszerek:
- Roger Taylor: Ludwig dobfelszerelés
- John Deacon: Fender Precision Bass, Fender Telecaster, Fender Stratocaster, spanyolgitár, Roland 8 szintetizátor
- Brian May: Red Special
- Freddie Mercury: Kurzweil szintetizátor, Oberheim OBX-A és OB8 szintetizátor
- Fred Mandel: Roland 8 szintetizátor

## Kiadás és helyezések
| Év   | Lista                     | Helyezés |
| ---- | ------------------------- | -------- |
| 1984 | Brit kislemezlista        | 3        |
| 1984 | Amerika Billboard Hot 100 | 45       |
| 1984 | Ausztria Top 40           | 1        |
| 1984 | Belgium Ultratop          | 1        |
| 1984 | Francia slágerlista       | 14       |
| 1984 | Hollandia MegaCharts      | 1        |
| 1984 | Ír slágerlista            | 2        |
| 1984 | Német slágerlista         | 4        |
| 1984 | Svájci slágerlista        | 2        |

| Ország                            | Eladási minősítés | Eladás   |
| --------------------------------- | ----------------- | -------- |
| Anglia (BPI)                      | ezüst             | 200 000+ |
| Amerika (RIAA) Digitális letöltés | arany             | 500 000+ |